# کارتوزیو
کارتوزیو (به ایتالیایی: Cartosio) یک کومونه در ایتالیا است که در استان آلساندریا واقع شده‌است.

## خصوصیات
کارتوزیو ۱۶٫۷ کیلومترمربع مساحت و ۷۸۲ نفر جمعیت دارد.